# Hettita nyelv
A hettita (𒉋𒅆𒇷, ne-ši-li vagy nāšili) az ókori hettiták – általános feltételezés szerint – utód nélkül kihalt nyelve, amelynek legkorábbi emlékei i. e. 1900 körülre tehetők. Az összeomlásig (i. e. 1200-ig) hivatalos nyelv volt az anatóliai Hettita Birodalomban, használata a tengeri népek i. e. 12. századi, majd az arameusok i. e. 10. századi vándorlása során visszaszorult. A hieroglifikus nyelvemlékek – amelyek nem hettita, hanem a rokon luvi nyelvűek – azonban i. e. 700-ig megtalálhatók az újhettita királyságokban, miközben a neszai nyelv leírására szolgáló ékírásos változat helyét átvette az ugariti és annak utódja, a föníciai betűírás. A feliratos emlékek java része a mai Boğazköyből (ókori nevén Hattuszasz, majd Pteria), a hajdani Hettita Birodalom központjából, valamint Neszából, az első olyan hettita hatalmi centrumból került elő, amely nagyobb térségek felett gyakorolt közvetlen politikai hatalmat.

## Jellemzői
Az anatóliai írott emlékek részben ékírásosak, részben hieroglifikusak, de ez utóbbiról már kiderült, hogy csak a luvi nyelv írására alkalmazták. A hettita írás sajátos, helyi használatra kifejlesztett változata az óasszír írásnak. Néhány determinatívumtól eltekintve csaknem kizárólag szótagírás. A hettita írás megfejtése előtt az alkalmazott ideogrammák érthetőek voltak, de kiejtésüket nem ismerték, míg a szótagírás fonetikusan olvasható volt, de ismeretlen nyelvet jegyeztek le vele. A cseh Bedřich Hrozný munkásságáig a hettita történelmet homály fedte, mert hiába volt nagy mennyiségű hettita dokumentum, sőt hiába lehetett ezeket fonetikusan elolvasni a nyelv ismeretének hiányában.
A hettita írás az ékírás egyszerűsödési folyamatának egyik utolsó állomása. A sumer képjelekből kialakult ékírás szóírás volt, azaz teljes szavakat jelentett egy-egy jel, csakúgy mint a hieroglif írásban. Az akkádok úgy vették át a jelkészletet, hogy saját nyelvükhöz igazították, a sumer szó akkád fordításával értelmezték ugyanazt a jelet, valamint az egytagú sumer szavak leírására szolgáló ékjeleket szótagok jelölésére is alkalmazták. A hettitákhoz az asszírokon, az óasszír nyelvjáráson keresztül került az írásrendszer, és szintén a saját nyelvükhöz igazították azt. Csak korlátozott számú jelet vettek át. Minden, a nyelvben előforduló szótaghoz egyet. Így egy viszonylag egyértelmű szótagírás keletkezett, amelyhez azonban felhasználtak logogramokat és értelmező jeleket is, így nem lehet tisztán szótagírásnak nevezni.
A logogramokkal írt szavak hangalakja általában ismeretlen. A LUGAL logogram például u-tövű főnévként viselkedik ragozott alakjában. Így feltehető, hogy az akkád-asszír šarrum-hoz hasonló lehetett a hettita nyelvű „király”, de erre semmilyen konkrét bizonyíték nincs. Szerencsés eset, amikor a logogramot néha szótaggal is kiírták, így a ZAG logogram ejtése valószínűleg ku/gu vagy kun/gun volt, mivel a kunnaš szót helyenként ZAG-na-aš formában is olvashatjuk.
A hettita nyelv fonológiája ma is több tekintetben homályos, ami az írásrendszer sajátságaiból ered. A sumer ékírás már az akkád nyelv leírására sem volt teljesen alkalmas, mivel a sumer nyelv és az akkád nyelv hangkészlete eltérő. Az akkádból leszármazó óasszír nyelv már egy áttételes és a sémi nyelvekhez idomuló írásrendszert terjesztett el Anatóliában. A hettita nyelv nem sumer és nem is sémi, így a sumer eredetű, de sémi hangzók írására módosított írásrendszer a hettita nyelv hangzóit nem adhatta vissza teljes egészében. A hettita feliratokat eredetileg óasszír ejtés szerint olvasták, megfejtése óta bizonyos szótagjelek értelmezését módosították az indoeurópai nyelvek általános hangkészletének jellemzői alapján, de összességében még ma is homályos, hogy az egyes szótagok pontosan milyen hangértéket képviseltek és hogyan ejtették azokat. A mai hettita átírás csak közelíti a hettita nyelv eredeti hangzását, de egészen biztosan nem felel meg annak. A hettita ékírás szótagjelei tehát általában jól értelmezhetők, de az ejtésüket tekintve többségük közmegegyezésen alapul.

## Megfejtése
Bedřich Hrozný azt használta ki, hogy az asszír ékírással írt szótagjelek közelítő hangértéke ismert volt, csak azt nem tudták, milyen nyelven írták azokat. Az áttörést egy mondat elolvasása hozta:
nu-NINDA-an-e-iz-za-at-te-ni-wa-a-tar-ma-e-ku-ut-te-ni
Teljesen ismeretlen volt, hogy ezekből a jelekből melyik lehet esetleg determinatívum vagy logogram. Hrozný szerencsés volt, hogy egyetlen ideogramon kívül nem volt más benne. Emellett – mivel a hettiták általában központozó jeleket sem használtak – a szóhatárok sem voltak egyértelműek. A tagolás, szóköz akárhol lehetett a mondaton belül. Az egyetlen ideogram a NINDA (𒃻 vagy 𒋩), amelynek jelentése: „kenyér”. Hrozný feltételezte a „kenyér” szó alapján, hogy a mondatban evésről (és ivásról) lehet szó, ezért olyan szótagcsoportokat keresett, amelyek az általa ismert nyelvekben esetleg ismerősek az evés és ivás fogalomköréből.
|                                     | a mondat és értelmezése | a mondat és értelmezése | a mondat és értelmezése | a mondat és értelmezése    | a mondat és értelmezése |
| olvasott szavak szóközökkel tagolva | nu                      | -an                     | e-iz-za-at-te-ni        | wa-a-tar-ma                | e-ku-ut-te-ni           |
| azonosított szavak                  | now                     | „kenyér”(-whom/wen?)    | ezzan                   | water(-whom?)/waßer(-wen?) | aqua                    |
| azonosított nyelvi párhuzamok       | angol                   | –(angol/német)          | ófelnémet               | angol/német                | latin                   |
| jelentés                            | most                    | kenyeret                | esztek                  | vizet                      | isztok                  |
| ----------------------------------- | ----------------------- | ----------------------- | ----------------------- | -------------------------- | ----------------------- |

Legnagyobb meglepetésére nem holmi egzotikus nyelvekre ismert rá, hanem angolra, németre és latinra. Veszélyes módszer, az ugyanilyen szófejtéseket, amennyiben nem az indoeurópai rokonságot támasztják alá, a mai nyelvészet abszurdnak nevezi, az evés – „eszitek” – és a „víz” szavak éppenséggel a magyarból is felismerhetők lettek volna, a magyar „kút” szónak éppen annyi köze lehetne a latin aqua szóhoz, mint a hettita „ivás”-hoz. Ez utóbbi a jelentésátvitel jelensége. Ebben az egyetlen mondatban a szóhasonlítás, jelentésátvitel és a ragok hasonlósága is megtalálható, amely módszert azonban az indoeurópai nyelvelmélet csak akkor fogadja el, ha beilleszthető az elméletbe, minden más esetben elutasítja és a véletlen körébe utalja. További véletlen, hogy ebben a mondatban a sumer GAR írásjel valóban NINDA értelmű szójelként állt, más esetekben általában ša-szótagjelként olvasandó.
A hettita nyelv Bedřich Hrozný idejéig teljesen ismeretlen volt, a nyelvészek még csak nem is sejtették a létezését. Az indogermán nyelvelmélet eddigre már készen állt. Az indogermán nyelvelmélet szerint az indoeurópaiak Európa felől terjeszkedtek kelet felé és telepedtek meg a Kaukázustól Indiáig. A hettita nyelv megfejtése kezdetben szinte eufóriát váltott ki, mivel úgy tűnt, megtalálták a legkorábbi indoeurópai népet és nyelvemlékeiket, azonban a tüzetesebb elemzés során kiderült, hogy már nem lehetett beilleszteni a hettitákat az indogermán elméletbe, nyelvüket ma már az indoeurópai nyelvek kihalt mellékágaként tartják számon. A legfőbb problémát a hangtörvények alkalmazhatatlansága jelentette, mivel a hettita nyelvben rendkívül sok a mai indoeurópai nyelvekben is meglévő szó, amelyek háromezer éven át nem változtak. Ez pedig ellentmond a hangtörvényes nyelvészet egyik alapvető megállapításának, miszerint a mássalhangzók szabályosan és törvényszerűen változnak, és kizárt dolog, hogy akár ezer éven át azonos maradjon egy hangzó egy szóban. Ennek az ellentmondásnak a feloldására nem a hangtörvények elméletét módosították, hanem a hettita nyelvet sorolták át egy oldalágba, mivel így azt lehet mondani, hogy a mai indoeurópai nyelvek és a hettita egy közös ősből alakult ki, és a mai nyelvekben nem származik egyetlen szó sem közvetlenül a hettitából. Ez jobban megfelel az indoeurópai nyelvelméletnek, mint az, hogy elfogadják, hogy a hettita wātar szó háromezer éven át gyakorlatilag nem változott. A wātar és a water szavak hasonlóságának mai elfogadott magyarázata az, hogy mindkettő az ősindoeurópai (PIE) *yôtor származéka, és osztozik az ősön az ógörög hüdór szóval is. Ebből pedig az következik, hogy a két szó nem közvetlenül rokona egymásnak, csak őseik voltak közösek és konvergens evolúcióval jöttek létre.

## Rokonsága
A hettita nyelvemlékeket az indoeurópai nyelvcsalád legkorábbi ismert képviselőjének tartják. Ugyan szóltak viták a helyes besorolásáról, a nyelvészek többsége úgy véli, hogy a nyelv az anatóliai nyelvek közé tartozik, és az alapnyelvtől való nagy eltéréseit a későbbi önálló fejlődés eredményezte. A hettita nyelvben fellelhető nem-indoeurópai elemeket a hipotetikus hattili nyelv, a szintén hipotetikus „protohatti” népesség nyelvének maradványaként értelmezik.
A probléma megoldását jelentősen nehezíti az a körülmény, hogy valójában hettita nyelv nem létezett. Csak a hattuszaszi ásatások során nyolc nyelv feliratait találták meg. Ebből legalább négy a teljes területen elterjedt volt, de a többi négy is jelentős nyelvjárás. Amikor hettita nyelvről beszélnek a nyelvészek, általában a neszai nyelvet értik alatta, emellett azonban a luvi, palai és arzavai, sőt hurri és asszír nyelvű dokumentumok keletkeztek. A hettiták az asszír ékírás mellett nagyobb jelentőségű epigrafikus emlékeiken hieroglifszerű képírást is használtak, a luvi hieroglifákat. A hettita uralkodóréteg még a hettita történelem utolsó szakaszában (hettita újbirodalom) is bizonyítottan kétnyelvű (hettita-luvi) volt.
Colin Renfrew anatóliai származáselmélete lehetővé teszi azt a feltételezést is, hogy a hettita nyelv egyáltalán nem halt ki, hanem ő maga a proto-indoeurópai nyelv. A probléma megoldására adott másik nyelvészeti válasz az indo-hettita hipotézis, amely a hettita nyelv és a többi indoeurópai nagyfokú eltéréseit abból származtatja, hogy még a proto-indoeurópai nyelv kialakulása előtt, az i. e. 8. évezred folyamán váltak el ezek az ágak. Figyelembe véve azonban azt a körülményt, hogy a hettita nyelv első emlékei az i. e. 19. századból, a hettitán kívül pedig a szanszkrit i. e. 8–9. századból származnak, ez az elmélet rendkívül bizonytalan.
Kihalása sem teljesen egyértelmű, hiszen az újhettita királyságokban az i. e. 8. század legvégéig biztosan használták hivatalos nyelvként, bár jelentős arameus hatás érte. A kevert nyelvek egyik jellegzetes tagja a szamali nyelv, amely a föníciai, arameus és luvi keveréke. Az újhettita államok hivatalos nyelvei alapvetően a luvira épültek. Emellett az ógörög nyelv – és érdekes módon a latin – számos vonása vezethető le közvetlenül a hettita nyelvből, vagy közvetetten a luviból. Ugyanez mondható el az örmény nyelvről is. Az ógörög és az örmény nyelvek egymás közti hasonlóságai sokkal inkább levezethetők a közös hettita alapból, mint bármely más indoeurópai jellemzőből.
A nyelvi rokonságra több elképzelés létezik. A főbb variációk az alábbi családfákon láthatók. Ezek a relációk a népek történetéről önmagukban semmit sem mondanak, és nem szabad figyelmen kívül hagyni, hogy a fejlődés sosem lineáris, a nyelvek folytonosan hatnak egymásra és alakulnak. A nyelvcsaládok kategóriái nem lezárt és önmagukban való egységek, leginkább a nyelvek hasonlósági fokáról adnak tájékoztatást.
1. A proto-indoeurópai nyelv differenciálódásával létrejövő, eszerint a hettita utód nélkül kihalt nyelv:
| proto-indoeurópai |             |             |             |             |             |  |  |        |        |        |        |        |        |  |  |           |           |           |           |           |           |  |  |       |       |       |       |       |       |  |  |         |         |         |         |         |         |  |  |  |  |  |  |  |  |  |  |  |  |  |  |  |  |  |  |  |  |  |  |
|                   |             |             |             |             |             |  |  |        |        |        |        |        |        |  |  |           |           |           |           |           |           |  |  |       |       |       |       |       |       |  |  |         |         |         |         |         |         |  |  |  |  |  |  |  |  |  |  |  |  |  |  |  |  |  |  |  |  |  |  |
|                   |             |             |             |             |             |  |  |        |        |        |        |        |        |  |  |           |           |           |           |           |           |  |  |       |       |       |       |       |       |  |  |         |         |         |         |         |         |  |  |  |  |  |  |  |  |  |  |  |  |  |  |  |  |  |  |  |  |  |  |
| indoeurópai       | indoeurópai | indoeurópai | indoeurópai | indoeurópai | indoeurópai |  |  |        |        |        |        |        |        |  |  | anatóliai | anatóliai | anatóliai | anatóliai | anatóliai | anatóliai |  |  |       |       |       |       |       |       |  |  |         |         |         |         |         |         |  |  |  |  |  |  |  |  |  |  |  |  |  |  |  |  |  |  |  |  |  |  |
| indoeurópai       | indoeurópai | indoeurópai | indoeurópai | indoeurópai | indoeurópai |  |  |        |        |        |        |        |        |  |  | anatóliai | anatóliai | anatóliai | anatóliai | anatóliai | anatóliai |  |  |       |       |       |       |       |       |  |  |         |         |         |         |         |         |  |  |  |  |  |  |  |  |  |  |  |  |  |  |  |  |  |  |  |  |  |  |
|                   |             |             |             |             |             |  |  |        |        |        |        |        |        |  |  |           |           |           |           |           |           |  |  |       |       |       |       |       |       |  |  |         |         |         |         |         |         |  |  |  |  |  |  |  |  |  |  |  |  |  |  |  |  |  |  |  |  |  |  |
| kentum            | kentum      | kentum      | kentum      | kentum      | kentum      |  |  | szatem | szatem | szatem | szatem | szatem | szatem |  |  | luvi      | luvi      | luvi      | luvi      | luvi      | luvi      |  |  | palai | palai | palai | palai | palai | palai |  |  | hettita | hettita | hettita | hettita | hettita | hettita |  |  |  |  |  |  |  |  |  |  |  |  |  |  |  |  |  |  |  |  |  |  |
| kentum            | kentum      | kentum      | kentum      | kentum      | kentum      |  |  | szatem | szatem | szatem | szatem | szatem | szatem |  |  | luvi      | luvi      | luvi      | luvi      | luvi      | luvi      |  |  | palai | palai | palai | palai | palai | palai |  |  | hettita | hettita | hettita | hettita | hettita | hettita |  |  |  |  |  |  |  |  |  |  |  |  |  |  |  |  |  |  |  |  |  |  |
|                   |             |             |             |             |             |  |  |        |        |        |        |        |        |  |  |           |           |           |           |           |           |  |  |       |       |       |       |       |       |  |  |         |         |         |         |         |         |  |  |  |  |  |  |  |  |  |  |  |  |  |  |  |  |  |  |  |  |  |  |
|                   |             |             |             |             |             |  |  | káriai | káriai | káriai | káriai | káriai | káriai |  |  | lük       | lük       | lük       | lük       | lük       | lük       |  |  | lüd   | lüd   | lüd   | lüd   | lüd   | lüd   |  |  |         |         |         |         |         |         |  |  |  |  |  |  |  |  |  |  |  |  |  |  |  |  |  |  |  |  |  |  |

2. Az indo-hettita nyelv differenciálódásával létrejövő (ebben a neszai felel meg az itt tárgyalt hettita nyelvnek). A hettita nyelv itt lehetséges őse az ógörög és örmény nyelveknek:
| indo-hettita      |                   |                   |                   |                   |                   |  |  |        |        |        |        |        |        |  |  |         |         |         |         |         |         |  |  |      |      |      |      |      |      |  |  |       |       |       |       |       |       |  |  |  |  |  |  |  |  |  |  |  |  |  |  |  |  |  |  |  |  |  |  |  |  |  |  |  |  |  |  |
|                   |                   |                   |                   |                   |                   |  |  |        |        |        |        |        |        |  |  |         |         |         |         |         |         |  |  |      |      |      |      |      |      |  |  |       |       |       |       |       |       |  |  |  |  |  |  |  |  |  |  |  |  |  |  |  |  |  |  |  |  |  |  |  |  |  |  |  |  |  |  |
|                   |                   |                   |                   |                   |                   |  |  |        |        |        |        |        |        |  |  |         |         |         |         |         |         |  |  |      |      |      |      |      |      |  |  |       |       |       |       |       |       |  |  |  |  |  |  |  |  |  |  |  |  |  |  |  |  |  |  |  |  |  |  |  |  |  |  |  |  |  |  |
| proto-indoeurópai | proto-indoeurópai | proto-indoeurópai | proto-indoeurópai | proto-indoeurópai | proto-indoeurópai |  |  |        |        |        |        |        |        |  |  | hettita | hettita | hettita | hettita | hettita | hettita |  |  |      |      |      |      |      |      |  |  |       |       |       |       |       |       |  |  |  |  |  |  |  |  |  |  |  |  |  |  |  |  |  |  |  |  |  |  |  |  |  |  |  |  |  |  |
| proto-indoeurópai | proto-indoeurópai | proto-indoeurópai | proto-indoeurópai | proto-indoeurópai | proto-indoeurópai |  |  |        |        |        |        |        |        |  |  | hettita | hettita | hettita | hettita | hettita | hettita |  |  |      |      |      |      |      |      |  |  |       |       |       |       |       |       |  |  |  |  |  |  |  |  |  |  |  |  |  |  |  |  |  |  |  |  |  |  |  |  |  |  |  |  |  |  |
|                   |                   |                   |                   |                   |                   |  |  |        |        |        |        |        |        |  |  |         |         |         |         |         |         |  |  |      |      |      |      |      |      |  |  |       |       |       |       |       |       |  |  |  |  |  |  |  |  |  |  |  |  |  |  |  |  |  |  |  |  |  |  |  |  |  |  |  |  |  |  |
| kentum            | kentum            | kentum            | kentum            | kentum            | kentum            |  |  | szatem | szatem | szatem | szatem | szatem | szatem |  |  | neszai  | neszai  | neszai  | neszai  | neszai  | neszai  |  |  | luvi | luvi | luvi | luvi | luvi | luvi |  |  | palai | palai | palai | palai | palai | palai |  |  |  |  |  |  |  |  |  |  |  |  |  |  |  |  |  |  |  |  |  |  |  |  |  |  |  |  |  |  |
| kentum            | kentum            | kentum            | kentum            | kentum            | kentum            |  |  | szatem | szatem | szatem | szatem | szatem | szatem |  |  | neszai  | neszai  | neszai  | neszai  | neszai  | neszai  |  |  | luvi | luvi | luvi | luvi | luvi | luvi |  |  | palai | palai | palai | palai | palai | palai |  |  |  |  |  |  |  |  |  |  |  |  |  |  |  |  |  |  |  |  |  |  |  |  |  |  |  |  |  |  |
|                   |                   |                   |                   |                   |                   |  |  |        |        |        |        |        |        |  |  |         |         |         |         |         |         |  |  |      |      |      |      |      |      |  |  |       |       |       |       |       |       |  |  |  |  |  |  |  |  |  |  |  |  |  |  |  |  |  |  |  |  |  |  |  |  |  |  |  |  |  |  |
|                   |                   |                   |                   |                   |                   |  |  |        |        |        |        |        |        |  |  | káriai  | káriai  | káriai  | káriai  | káriai  | káriai  |  |  | lük  | lük  | lük  | lük  | lük  | lük  |  |  | lüd   | lüd   | lüd   | lüd   | lüd   | lüd   |  |  |  |  |  |  |  |  |  |  |  |  |  |  |  |  |  |  |  |  |  |  |  |  |  |  |  |  |  |  |

3. Az anatóliai PIE alapnyelv elmélete, amely szerint a hettita nyelv áll a legközelebb a proto-indoeurópaihoz, és könnyen kapcsolatot lehet találni az örmény, a görög, az etruszk és a latin nyelv között:
| proto-anatóliai   |                   |                   |                   |                   |                   |  |  |      |      |      |      |      |      |  |  |           |           |           |           |           |           |  |  |         |         |         |         |         |         |        |        |               |               |               |               |               |               |  |  |       |       |       |       |       |       |  |  |  |  |  |  |  |  |  |  |  |  |  |  |  |  |  |  |  |  |  |  |  |  |  |  |  |  |
|                   |                   |                   |                   |                   |                   |  |  |      |      |      |      |      |      |  |  |           |           |           |           |           |           |  |  |         |         |         |         |         |         |        |        |               |               |               |               |               |               |  |  |       |       |       |       |       |       |  |  |  |  |  |  |  |  |  |  |  |  |  |  |  |  |  |  |  |  |  |  |  |  |  |  |  |  |
|                   |                   |                   |                   |                   |                   |  |  |      |      |      |      |      |      |  |  |           |           |           |           |           |           |  |  |         |         |         |         |         |         |        |        |               |               |               |               |               |               |  |  |       |       |       |       |       |       |  |  |  |  |  |  |  |  |  |  |  |  |  |  |  |  |  |  |  |  |  |  |  |  |  |  |  |  |
| proto-indoeurópai | proto-indoeurópai | proto-indoeurópai | proto-indoeurópai | proto-indoeurópai | proto-indoeurópai |  |  |      |      |      |      |      |      |  |  | anatóliai | anatóliai | anatóliai | anatóliai | anatóliai | anatóliai |  |  |         |         |         |         |         |         |        |        | hurri-urartui | hurri-urartui | hurri-urartui | hurri-urartui | hurri-urartui | hurri-urartui |  |  |       |       |       |       |       |       |  |  |  |  |  |  |  |  |  |  |  |  |  |  |  |  |  |  |  |  |  |  |  |  |  |  |  |  |
| proto-indoeurópai | proto-indoeurópai | proto-indoeurópai | proto-indoeurópai | proto-indoeurópai | proto-indoeurópai |  |  |      |      |      |      |      |      |  |  | anatóliai | anatóliai | anatóliai | anatóliai | anatóliai | anatóliai |  |  |         |         |         |         |         |         |        |        | hurri-urartui | hurri-urartui | hurri-urartui | hurri-urartui | hurri-urartui | hurri-urartui |  |  |       |       |       |       |       |       |  |  |  |  |  |  |  |  |  |  |  |  |  |  |  |  |  |  |  |  |  |  |  |  |  |  |  |  |
|                   |                   |                   |                   |                   |                   |  |  |      |      |      |      |      |      |  |  |           |           |           |           |           |           |  |  |         |         |         |         |         |         |        |        |               |               |               |               |               |               |  |  |       |       |       |       |       |       |  |  |  |  |  |  |  |  |  |  |  |  |  |  |  |  |  |  |  |  |  |  |  |  |  |  |  |  |
| indoeurópai       | indoeurópai       | indoeurópai       | indoeurópai       | indoeurópai       | indoeurópai       |  |  | luvi | luvi | luvi | luvi | luvi | luvi |  |  | palai     | palai     | palai     | palai     | palai     | palai     |  |  | hettita | hettita | hettita | hettita | hettita | hettita |        |        | urartui       | urartui       | urartui       | urartui       | urartui       | urartui       |  |  | hurri | hurri | hurri | hurri | hurri | hurri |  |  |  |  |  |  |  |  |  |  |  |  |  |  |  |  |  |  |  |  |  |  |  |  |  |  |  |  |
| indoeurópai       | indoeurópai       | indoeurópai       | indoeurópai       | indoeurópai       | indoeurópai       |  |  | luvi | luvi | luvi | luvi | luvi | luvi |  |  | palai     | palai     | palai     | palai     | palai     | palai     |  |  | hettita | hettita | hettita | hettita | hettita | hettita |        |        | urartui       | urartui       | urartui       | urartui       | urartui       | urartui       |  |  | hurri | hurri | hurri | hurri | hurri | hurri |  |  |  |  |  |  |  |  |  |  |  |  |  |  |  |  |  |  |  |  |  |  |  |  |  |  |  |  |
|                   |                   |                   |                   |                   |                   |  |  |      |      |      |      |      |      |  |  |           |           |           |           |           |           |  |  |         |         |         |         |         |         |        |        |               |               |               |               |               |               |  |  |       |       |       |       |       |       |  |  |  |  |  |  |  |  |  |  |  |  |  |  |  |  |  |  |  |  |  |  |  |  |  |  |  |  |
| káriai            | káriai            | káriai            | káriai            | káriai            | káriai            |  |  | lük  | lük  | lük  | lük  | lük  | lük  |  |  | lüd       | lüd       | lüd       | lüd       | lüd       | lüd       |  |  |         |         |         |         | örmény  | örmény  | örmény | örmény | örmény        | örmény        |               |               |               |               |  |  |       |       |       |       |       |       |  |  |  |  |  |  |  |  |  |  |  |  |  |  |  |  |  |  |  |  |  |  |  |  |  |  |  |  |

## Ortográfia
A hettita írás az akkád ékírás óasszír változatának helyi verziója. A szótagírás fonetikai jellegeit nehéz megállapítani. A szótaglistát megkülönbözteti az akkádtól és az asszírtól a mássalhangzók jelentős csökkenése. Az akkád zöngés/zöngétlen variálhatóságot nem használták, általában különböző szótagjelek állnak rendelkezésre ezek pontos megkülönböztetésére, de a kettős írásmód megmaradt, sok esetben megfigyelhető a zöngés és zöngétlen mássalhangzókat tartalmazó szótagjelek szabad felcserélhetősége. A használt mássalhangzók:
p (b), d, t, k (g), ḫ, r, l, m, n, š, z.
Az előforduló magánhangzók az a, e, i, u és néhány kettőshangzó (diftongus) vagy valószínűsíthető diftongus, mint az i̯a (ya) (= IA 𒅀), u̯a (wa) (= PI 𒉿) és az u̯i (wi) (= wi5 = GEŠTIN 𒃾), valamint két félhangzó, az i̯ (y) és u̯ (w).
| Mássalhangzók             | bilabiálisok | alveolárisok | palatálisok | velárisok | labiovelárisok | laringálisok |
| ------------------------- | ------------ | ------------ | ----------- | --------- | -------------- | ------------ |
| zárhangok                 | b            | d            |             | ɡ         | ɡʷ             |              |
| nazálisok                 | m            | n            |             |           |                |              |
| réshangok                 |              | š            |             |           |                | ḫ            |
| affrikáták                |              | tš           | š²          |           |                |              |
| folyékonyak és félhangzók |              | r, l         | i̯ (y)       |           | u̯ (w)          |              |

## Átírása
A bizonytalan hangzósítást az összehasonlító fonológia és etimológia eredményei támaszthatják alá. A szótagjelek átírása és hangzósítása nemzetközi egyezmények alapján történik, amelyet a fonémakészlet rekonstruálásával állítottak fel. Az átírás egyik vitatott pontja a fő- és melléknevek szóvégi š hangzójának kiírása vagy ki nem írása. Nagyon sokszor az alanyeset ragjának tekintik, ezért nem írják ki az átírásokban. Azonban az alanyeset végződése nem feltétlenül rag egy ragozó nyelvben, sokkal inkább a szó alapalakjának állandó vége. A helyzet nagyon hasonló az ógörög -sz és latin -s végű főnevekéhez, ahol a magyarban senkinek sem jut eszébe az alanyeset végződését elhagyni, miközben ez a német és angol irodalomban bevett szokás (például Vergilius a németben Vergil, az angolban Virgil, ugyanez hettita neveknél Hattuszilisz a német és angol irodalomban is Hattusili). Ha az alanyeset állandó végződéseit nem hagyjuk el, akkor sokkal szembeötlőbb a hasonlóság a latin és görög nyelvekkel.
A hettita ékírás átírásában általában azt az elvet követik, hogy a szótagjelek hangértékét dőlt betűkkel, egymástól elválasztva írják le (például: 𒉋+𒅆+𒇷 = ne-ši-li). A teljesen ismeretlen hangértékű szótagjeleket annak akkád, vagy sumer megfelelőjével írjuk át, az előbbit dőlt nagybetűvel, az utóbbit álló nagybetűvel (például: 𒈗 = LUGAL/ŠARRUM). Az azonos hangalakok megkülönböztetésére alsó indexet, a determinatívumokhoz felső indexet használunk (például: 𒀭+𒉪+𒃲 = DNIR.GÁL, azaz Nergal és 𒁹+𒉪+𒃲 = mNIR.GÁL, azaz II. Muvatallisz), a változó, vagy többféle ékjellel írt szórészeket per (/) jellel választjuk el, a szóban csak alkalmanként, esetlegesen használt jeleket pedig zárójelben írjuk át (például: 𒇽+𒆳+𒌷 = LÚ.KURURU = valamely terület elöljárója, vagy mŠa-(ar-)ḫu?-ru?-nu?(-u)?-wa?(-a/aš?) = Szarhurunuvasz, vagy Pi-ya-aš(-ši)-li(-iš) = Pijaszilisz). Az azonos magánhangzók találkozásával járó szótagolásnál nem ismerjük a hettiták eredeti kiejtési szabályát, elképzelhető, hogy már ekkor kialakult a mássalhangzós betűírásnak egy olyan formája, amelyben a magánhangzókat nem ejtették, vagy nem úgy ejtették, ahogyan az a szótagjel értékéből következne. Ezért ebben az esetben a magánhangzókat közmegegyezéssel kiejtjük, írásban összevonást jelöljük (például: URUNe-na-aš-ša(-a/aš) = Nenāššā = Nenassza).
Az átírás általános szabályaira az alábbi mondat világít rá:
ku-it-ma-an-za-kán A-NA ĜIŠGU.ZA A-BI-IA na-wi5 e-eš-ḫa-at nu-mu a-ra-aḫ-zé-na-aš
Dőlt kisbetűvel a hettita szótagértékek, álló nagybetűvel a sumerogramok, dőlt nagybetűvel az akkád logogramok olvashatók. A hettita szótagjelek közé kötőjelet teszünk, hogy a szótagérték látható legyen. Alsó indexbe az azonos hangértékű írásjelek változatainak jelölése kerül, felső indexben az eredeti tábla sorainak vagy szakaszainak számozása van. Ennek a mondatnak a normalizált, folyóírásos transzliterációja a következő:
kuitmānzakan ana kušši abīya nawi ēšḫāt numu arāḫzenāš
Itt a szavakat egybeírjuk, és ha a logogramok hangértéke ismert, akkor azt is hettita átírással adjuk meg. Az azonos magánhangzók összevonását felülvont magánhangzókkal jelöljük, de ez néha elmarad. A kiejtés szerinti átírása:
kuitmancakan ana kusszi abíja návi eszhat numu arahcenasz

## Nyelvtana
A hettita nyelv ragozó, sok esettel. Keverékjelleget mutat az agglutináló nyelvek és a flektáló nyelvek között, mivel a hajlítókra jellemző tőhangváltozás is megfigyelhető alkalmanként, egyébként viszont akár több rag is kapcsolódhat egymáshoz, mint a ragasztóknál. A melléknevek és névmások ragozásban mindig a főnévhez alkalmazkodnak és azonos esetű ragot kapnak. A magyarhoz hasonlóan követi egymás a jel és rag a szavakban, a szót közvetlenül követi a többes szám jele, majd az esetrag. Ennél több kiegészítő szóelem azonban nem fordul elő, ellentétben a magyar nyelvvel, ahol a ragok ragasztását csak a létező ragok véges száma korlátozza.
Például: UDKAM.ḪIA-uš (= napok) – a sumer logogram sokjelentésű, a szó utáni KAM determinatívum arra utal, hogy az UD jelentései közül azt kell olvasni, ami számmal kapcsolatos. A lehetséges jelentések közül egyedül az időmértékegység jelentésű „nap” jöhet szóba. Utána következik a többes szám jele, majd végül az alanyeset állandó végződése, amit sokszor az alanyeset ragjának neveznek (jelölt alanyeset).

### Főnévragozás
A hettita nyelv néhány igen ősi jellegzetességet őriz a nyelvtani funkciókban. Ezek közé tartozik, hogy nincs határozott nemi elkülönítés, azaz nincs hím-, nő- és semleges nem. Ehelyett bizonyos esetekben az élő/élettelen elhatárolás létezik a ragozásban, csakúgy mint a sumer nyelvben.
Az általános rendszer a következő eseteket tartalmazza: alanyeset (nominativus), tárgyeset (accusativus), birtokos eset (genitivus), határozói eset (ablativus), megszólító eset (vocativus) és általános eszközhatározói eset (instrumentalis). A – többek közt – kaukázusi nyelvcsaládra jellemző ergativus is jelen van. Az allativus csak az óhettitában van, az újhettita nyelvben a részes eset–általános helyhatározói eset (dativus–locativus) veszi át a szerepét. Nem szabad elfelejteni, hogy a hettita nyelv mintegy ezer éven át mindennapi beszélt nyelv és irodalmi nyelv volt, amely magában is változott, de rengeteg külső hatás érte.
Az egyes (singularis) és többes (pluralis) szám elkülönül. A többes számot gyakran a ḪI.A logogram jelenti, amelyet ragként illesztettek a szó mögé, de kiejtése ismeretlen. A ragok a főnevek esetében a többes szám jele után kerülnek (csakúgy mint a magyarban: ember → emberek → emberekkel) vagy összevonódnak (pišnāš → pišnēš → pišnatš). A személyt a mondat alanya határozza meg. A két nyelvtani nem a hettita nyelvben nem válik el egymástól (nincs hím- és nőnemű ragozás), hanem élő és élettelenre tagolódik. Az élettelent a német és angol irodalom általában „semleges nemként” tárgyalja. A tárgyeset létezése az ősi indoeurópai jelleget őrzi, mivel a mai indoeurópai nyelvek többségéből hiányzik, vagy nagyon csökevényes. A tárgyeset kezdődő elhalása az élettelen tárgyak azonos alany- és tárgyesetén látható, és talán az ergatív hurri nyelv hatása.

#### A-tövű főnevek
Az a-tövű főnevek ragozása a latin I. és II. declinatiós főnevekéhez hasonló, amely a hím-, nő- és semleges nemű főnevek többségét tartalmazza. A latin hímnemű főnevek -us végződése feltűnő rokonságot mutat az élők alanyeset végződésével, az -ašszal, -išszel, -ešszel és különösen az -ušszal.
Az alábbi táblázat szemlélteti az a-tövű főnevek ragozását a pišnāš (=„ember”) és az élő és a pēdan (= „hely, tér”) szavakkal és az alapragozás ragjaival:
|                         | élő                                | élő                              | élő                                  | élő                              | élettelen                     | élettelen                     | élettelen                     | élettelen                     |
|                         | egyes szám                         | rag                              | többes szám                          | rag                              | egyes szám                    | rag                           | többes szám collectivus       | rag                           |
| nominativus             | pišnāš (ember)                     | -aš                              | pišnēš (emberek)                     | -eš, -uš, -aš                    | pēdan (hely)                  | -an                           | pēda (helyek)                 | ∅                             |
| accusativus             | pišnān (embert)                    | -an, -en                         | pišnuš (embereket)                   | -uš                              | pēdan (helyet)                | -an                           | pēda (helyeket)               | ∅                             |
| nominativus–accusativus | pišna                              | ∅, -an, -en                      | pišnā                                | ∅, -a, -i                        | pēda                          |                               | pēdā                          |                               |
| ergativus               | pišnānza                           | -anza                            | pišnantēš                            | -antēš                           | –                             | ∅                             | –                             | ∅                             |
| genitivus               | pišnāš (ember+birtokos személyjel) | -aš                              | pišnaš (emberek+birtokos személyjel) | -aš                              | pēdaš (hely+birtokosjel)      | -aš óhettitában -an           | pēdaš (vizek+birtokosjel)     | -aš                           |
| dativus-locativus       | pišni (emberben/en/nél)            | -i                               | pišnaš (emberekben/en/nél)           | -aš                              | pēdi/pidí (helyben/en/nél)    | -i                            | pēdaš (helyekben/en/nél)      | -aš                           |
| ablativus               | pišnatš (emberrel)                 | -az(a), -atš                     | pišnatš (emberekkel)                 | -az(a), -atš                     | pēdatš (hellyel)              | -atš                          | pēdatš (helyekkel)            | -atš                          |
| allativus               | pišnā (emberhez)                   | -a, -az                          | pišnāš (emberekhez)                  | -a, -aš                          | pēda (helyhez)                | ∅                             | –                             | ∅                             |
| vocativus               | pišni                              | ∅, e, -i, -a                     | pišneš                               | ∅, -eš                           | –                             | ∅                             | –                             | ∅                             |
| instrumentalis          | pišnit (emberrel/emberekkel) -it   | pišnit (emberrel/emberekkel) -it | pišnit (emberrel/emberekkel) -it     | pišnit (emberrel/emberekkel) -it | pēdit (hellyel/helyekkel) -it | pēdit (hellyel/helyekkel) -it | pēdit (hellyel/helyekkel) -it | pēdit (hellyel/helyekkel) -it |

Példaszavak a ragozásra: antuḫšaš = férfi, annaš = anya, arunaš = tenger, keššeraš = kéz, išḫāš = úr, wātar (=„víz”) szavakkal. A wātar r-tövű főnévként némiképp rendhagyó eset, főleg az r→n tőhangváltás miatt (lásd alább), memiyaš = szó, beszéd, arkammaš = fizetség, ḫaraš = sas, alkištaš = (valamilyen) csoport, mureš = szőlő.:
|                   | élő                                                  | élő                                                       | élettelen                                 | élettelen                                               |
|                   | singularis                                           | pluralis                                                  | singularis                                | pluralis                                                |
| nominativus       | antuḫšaš, annaš, arunaš, keššaraš, išḫāš, ḫarašMUŠEN | antuḫše/uš, anniš, –, –, išḫēš, ḫāranišMUŠEN, mureš       | wātar, memiyaš, arkammaš, (GIŠ)alkištaš   | –, –, –, –, –                                           |
| accusativus       | antuḫšan, –, arunan, kiššeran, –, ḫaran/ḫāranan      | antuḫšuš, annuš, arunuš, kiššeruš, –, –, muriyanuš/muriuš | wātarma, memiyan, arkamman, alkištanan, – | –, memiyanuš/memiyaš, arkammuš/argamanuš, GIŠalkištanuš |
| vocativus         | –, –, –, –, išḫa, –                                  | –, –, –, –, –, –                                          | –, –, –, –, –                             | –, –, –, –, –                                           |
| genitivus         | antuḫšaš, annaš, arunaš, kiššaraš, –, ḫaranaš, –     | antuḫšaš, –, –, –, –, –, –                                | witenaš, memiyanaš, arkammanaš, –         | –, –, –, –                                              |
| dativus-locativus | antuḫší, anní, aruní, kišširí, isḫī (ešḫē), –, –     | antuḫšaš, –, –, –, išḫa, –, –                             | wetení, memiyani/memini, –, –             | –, –, –, –                                              |
| allativus         | –, –, aruna, –, išḫa, –, –                           | –, –, –, –, –, –, –                                       | wetena, –, –, –                           | –, –, –, –                                              |
| ablativus         | antuḫšaz, annaz, arunaz(a), kiššaraz(a), –, –, –     | –, –, –, –, –, –, –                                       | wetenaz(a), memiyanaz/memizana, –, –      | –, –, –, –                                              |
| instrumentalis    | –, –, –, kiššerit, –, –, –                           | –, –, –, ŠUḪI.A-it, –, –, –                               | wetenit/wedanda, meminit, –, –            | –, –, –, –                                              |

#### I-tövű főnevek
Az i-tövű főnevek ragozása kissé eltérő, hasonlóan a latin nyelvhez, ahol az i-tövű melléknevek képeznek külön csoportot. Alanyesetben csak az -aš végződés helyett lesz -iš, a többiben nagyobb különbségek is mutatkoznak. Az i-tövű élettelen főnevek éppúgy nem kapnak alanyesetben š végződést, mint az a-tövűek. Ha a főnév -ai(š) végződésű, az a tőhangzó kieshet.
Példák az i-tövű főnevekre (ḫalkiš = gabona, tuzziš = hadsereg, ĜIŠḫulukanniš = harci szekér, ḫalḫaltumariš = sarokkő, NA4ḫuwaši = malomkő, DUGišpantuzzi = boroshordó, zaḫḫaiš = csata, lengaiš = szerződés, zašḫaiš = álom, ḫaštai = csont):
|                   | élő                                                                                            | élő                                                              | élettelen                                  | élettelen           |
|                   | singularis                                                                                     | pluralis                                                         | singularis                                 | pluralis            |
| nominativus       | ḫalkiš, tuzziš (tuzziyaš), š, ĜIŠḫulukanniš, –, zaḫḫaiš, –, –                                  | ḫalkiš, –, –, ḫalḫaltumarēš, –, lingaiš, –,                      | NA4ḫuwaši, DUGišpantuzzi, –                | NA4ḫuwāšiḪI.A, –, – |
| accusativus       | ḫalkin, tuzzin, ĜIŠḫulukannin, –, zaḫḫain/zaḫḫin, lingain, zašḫain                             | ḫalkiuš (ḫalkēš), tuzziuš (tuzziyaš), –, –, –, lingauš, zašḫimuš | NA4ḫuwaši, DUGišpantuzzi, ḫaštai           | –, –, –             |
| genitivus         | ḫalkiyaš, tuzziaš, ĜIŠḫulugannaš, –, zaḫḫiyaš, linkiyaš/lingayaš, –                            | –, –, –, ḫalḫaltummariyaš, –, –, –                               | NA4ḫuwašiyaš, DUGišpantuzziyaš, ḫaštiyaš   | –, –, –             |
| dativus-locativus | –, tuzziya, ĜIŠḫuluganni(ya), ḫalḫaltumari (ḫalḫaldummariya), zaḫḫiya, linkiya/lingai, zašḫiya | –, –, –, ḫalḫaltumariyaš, –, –, –                                | NA4ḫuwaši(-ya), DUGišpantuzzi(-ya), ḫaštai | –, –                |
| ablativus         | ḫalkiyaza, tuzziyaz, ĜIŠḫuluganniyaz/ḫulugannaza, –, zaḫḫiyaz(a), linkiyaz(a), zašḫiyaz        | –, –, –, ḫalḫaltumaraza, –, –, –                                 | NA4ḫuwašiyaz, DUGišpantuzziaz, –           | –, –, –             |
| instrumentalis    | ḫalkít, –, ĜIŠḫulukannít, –, –, –, zašḫit                                                      | –, –, –, –, –, –, –                                              | –, DUGišpantuzzít, ḫaštit                  | –, –, –             |

#### U-tövű főnevek
Példaszavak: ḫarnauš (= szék), welluš (= rét), ḫeuš (= eső), LUGAL-uš (= király), genu(š?) (= térd), valamint šiuš (bizonytalan, talán istennév, talán az isten fogalma).
|                   | élő                                               | élő                               | élettelen  | élettelen |
|                   | singularis                                        | pluralis                          | singularis | pluralis  |
| nominativus       | ḫarnauš, welluš, ḫeuš, LUGAL-uš, DINGIR-uš/šiuniš | –, –, ḫewēš/ḫeyawēš, –, šiwannieš | – (genuš?) | –         |
| accusativus       | ḫarnaun, wellun, ḫeun, LUGAL-un, šiunín           | –, –, ḫeuš/ḫeamuš, –, šimuš       | genu       | genuwa    |
| vocativus         | –, –, –, LUGAL-ue, –                              | –, –, –, –, –                     | –          | –         |
| genitivus         | ḫarnawaš, –, ḫewaš/ḫeyawaš, LUGAL-waš/an, šiunaš  | –, –, –, –, šiunan/aš             | genuwaš    | genuwaš   |
| dativus-locativus | ḫarnawí, wellí, –, LUGAL-í, šiuní                 | –, welluwaš, –, –, –              | –          | –         |
| allativus         | –, –, –, –, –                                     | –, –, –, –, –                     | genuwa     | genuwaš   |
| ablativus         | –, welluwaz, –, LUGAL-waz, –                      | –, –, –, –, –                     | –          | ginuwaz   |
| instrumentalis    | –, –, ḫeawít, –, –                                | –, –, –, –, –                     | –          | –         |

#### L-tövű főnevek
Az l-tövű főnevek elsősorban élettelenek, de van kivétel. Példaszavak: waštul (= bűn), išḫiul (= szerződés), tawal (=ital), šuppal (= állat).
|                   | élő        | élő      | élettelen                      | élettelen                    |
|                   | singularis | pluralis | singularis                     | pluralis                     |
| nominativus       | –          | šuppala  | –, –, –                        | waštul(ḪI.A), išḫiuliḪI.A, – |
| accusativus       | šuppal     | šuppala  | waštul, išḫiul, tawal          | waštul(ḪI.A), išḫiuliḪI.A, – |
| genitivus         | –          | šuppalan | wašdulaš, išḫiul(l)aš, tawalaš | –, –, –                      |
| dativus-locativus | šupli      | –        | wašduli, –, tawali             | –, –, –                      |
| ablativus         | –          | –        | –, išḫiullaza, –               | –, –, –                      |
| instrumentalis    | –          | –        | wašdulit, –, tawal(l)it        | –, –, –                      |

#### R-tövű főnevek
Az r-tövű főnevek az élettelen főnévragozás szerint ragozódnak. Példaszavak: DUGḫupparaš (= levesestál). Az r-tövű főnevek jó részében ragozás során az r hang n-re cserélődik. Példaszavak: uttar (=szó, beszéd), ešḫar (= vér), lammar (=óra, időegység), paḫḫu(a)r (= tűz), meḫur (= idő), wātar (= víz). Speciális esetként tőhangváltás nincs, de az r és a megelőző mássalhangzó közül kiesik a magánhangzó. Például keššar (= kéz, rövid alakja, -aš nélkül.)
|                   | élettelen             |                       |                     |                     |                                                                           |                           |
|                   | tőhangváltozás nélkül | tőhangváltozás nélkül | kieső tőmagánhangzó | kieső tőmagánhangzó | tőhangváltozással                                                         | tőhangváltozással         |
|                   | singularis            | pluralis              | singularis          | pluralis            | singularis                                                                | pluralis                  |
| nominativus       | DUGḫupparaš           | –                     | keššar              | –                   | wātar, uttar, ešḫar/eššar, lammar, paḫḫur/paḫḫuwar, meḫur                 | –, uddār, –, –, –         |
| accusativus       | ḫuppar                | –                     | –                   | –                   | wātarma, uttar, ešḫar/eššar, –, paḫḫur/paḫḫuwar, meḫur                    | –, uddār, –, –, –         |
| ergatívus         |                       |                       |                     |                     | paḫḫuenanza                                                               |                           |
| genitivus         | ḫupparaš              | –                     | –                   | –                   | witenaš, uddanaš, ešḫanaš/ešnaš, –, paḫḫuenaš, meḫunaš                    | –, uddanaš, –, –, –       |
| dativus-locativus | ḫupparí               | DUGḫuppāriḪI.A        | kišrí (keššar)      | kišraš              | wetení, uddarí, ešḫaní, lamní, paḫḫu(e)ní, meḫu(e)ní                      | –, uddanaš, –, –, meḫunaš |
| allativus         | –                     | –                     | kišrā               | kišraš              | wetenā, –, –, –, –, –                                                     | –, –, –, –, –             |
| ablativus         | ḫupparaza             | –                     | –                   | –                   | wetenaz(a), udanaza/-anza, ešḫan(a)za/ešnaza, –, paḫḫuenaz/paḫḫunaz(a), – | –, –, –, –, –             |
| instrumentalis    | (ĜIŠ)ḫupparit         | –                     | kīššarāt            | –                   | wetenít/wedanda, uddanit/uddanta, ešḫanta, –, paḫḫuenit,                  | –, –, –, –,               |

#### A „tt”-ragozású főnevek (z-tövűek)
A z-tövű főnevek a ragban dupla t/d-t tartalmazó ragot kapnak. példaszavak: kartimmiyaz (= jel), karaiz (= idő), kašza (= éhség), wettuz (wettuš? – MU.KAMḪIA-uš) (= év, évek), aniyatt(-az?) (= előadás), šiwa(-az?) – UD-az, UD.KAM (= nap, időegység).
|                         | élő                                           | élő                                  | élettelen                  | élettelen                  |
|                         | singularis                                    | pluralis                             | singularis                 | pluralis                   |
| nominativus             | kartimmiyaz, kar(a)iz/girez, kašza, MU.KAM-za | –, garittēš/karittiyaš, –, MUḪI.A-uš | aniyaz, UD-az              | –, UD.KAMḪI.A-uš           |
| accusativus             | kartimmiyattan, –, kaštan, MU-an              | kartimmiyadduš, –, –, MUḪI.A-uš      | aniyattan, UD-an/UD.KAM-an | –, UDḪI.A-uš               |
| nominativus–accusativus | –, –, –, –                                    | –, –, –, wittan/MUḪI.A-aš            | –, UD-at                   | aniyatta, –                |
| genitivus               | –, –, MU.KAM-aš                               | –, –, –, –, –                        | aniyattaš, UD-aš           | –, –                       |
| dativus-locativus       | TUG.TUG-atti, karaitti, kašti, witti          | –, –, –, MU.KAMḪI.A-aš               | aniyatti, šiwatti/šiwat    | aniyattaš, UD(.KAM)ḪI.A-aš |
| ablativus               | –, –, – MU.KAM-az                             | –, –, –, –                           | –, UD.KAM-az               | –, –                       |
| instrumentalis          | –, –, kaštita, –                              | –, –, –, –                           | –, –                       | –, –                       |

#### Az „nt”-ragozású főnevek
Az „nt”-ragozású főnevek nt mássalhangzócsoportot tartalmaznak. A ragokat az nt-nél levágott szóvég kapja, mintha nt-tövű lenne. A példaszó: išpantanza GE6(.KAM)-anza (= éjszaka)
|                   | élettelen      |          |
|                   | singularis     | pluralis |
| nominativus       | GE6(.KAM)-anza | –        |
| accusativus       | išpandan       | –        |
| genitivus         | GE6-andaš      | –        |
| dativus-locativus | išpantí        | –        |
| ablativus         | išpandaz       | –        |

#### N-tövű főnevek
Az „n”-tövű főnevek általában élettelenek, kivételképp érdekes módon az „asszony” jelentésű szó említhető. Talán ezen az úton alakult ki a nőnem külön ragozása. Példaszavak: šaḫḫan(-za?) (= földbirtok), laman(-za?) (= név), tekan(-za?) (vagy tegnaza? = föld), MUNUS-n (= „asszony”).
|                         | élő         | élő         | élettelen                           | élettelen    |
|                         | singularis  | pluralis    | singularis                          | pluralis     |
| nominativus             | (MUNUS-za?) | MUNUSMEŠ-uš | (šaḫḫanza?), (lamanza?), (tekanza?) | –, –, –      |
| accusativus             | MUNUS-nan   | –           | –, –, –                             | –, –, –      |
| nominativus–accusativus | –           | –           | šaḫḫan, laman, tekan                | –, –, –      |
| genitivus               | MUNUS-naš   | –           | šaḫḫanaš, –, tagnaš                 | –, –, –      |
| dativus-locativus       | MUNUS-ni    | MUNUSMEŠ-aš | šaḫḫaní, lamní, tagní               | –, lamnaš, – |
| allativus               | –           | –           | –, –, tagnā                         | –, –, –      |
| ablativus               | –           | –           | šaḫḫanaz(a), –, tagnaz(a)/tagnāz    | –, –, –      |
| instrumentalis          | –           | –           | šaḫḫanit, lamnit, –                 | –, –, –      |

#### Rendhagyó főnevek
Két élettelen és egy élő főnévnek ismert rendhagyó ragozása. Ezek a kard(-?)/ŠÀ (= „szív”), parn(-?) (= ház), valamint a ḫašša ḫanzašša (= unoka, dédunoka) állandó összetétel. Mindhárom különböző okokból rendhagyó. A kard eredeti alakja *kēr vagy *pēr lehetett, és az eredeti alakja szerinti ragozása maradt meg. A parn egyik esetében az a-hang i-re cserélődik. A ḫašša ḫanzašša esetében pedig az összetétel mindkét tagja ragozódik.
|                         | élő              | élő                      | élettelen        | élettelen |
|                         | singularis       | pluralis                 | singularis       | pluralis  |
| nominativus             | ḫašša ḫanzašša   | ḫaššeš ḫanzaššeš         | –, –             | –, –      |
| accusativus             | ḫašša ḫanzašša   | ḫaššuš ḫanzaššuš         | –, –             | –, –      |
| nominativus–accusativus | –                | –                        | ŠÀ-ir, pir       | kir, É-ir |
| genitivus               | –                | –                        | kardiyaš, parnaš | –, –      |
| dativus-locativus       | ḫašši ḫanzašši   | ḫaššaš-šaš ḫanzaššaš-šaš | kardí, parní/É-í | –, parnaš |
| allativus               | –                | –                        | karta, parna     | –, –      |
| ablativus               | –                | –                        | kartaz, parnaza  | –, –      |
| instrumentalis          | ḫaššit ḫanzaššit | –                        | kardit, –        | –, –      |

#### -tar, -šar, -war, -mar végűek
A -tar, -šar, -war és -mar képzők melléknévből hoznak létre főneveket (főnévképzők). Példaszavai: paprātar (= piszkosság), laḫḫiiyatar (= félreeső/vidéki hely), zankilatar (= büntetés, engesztelés, vezeklés), ḫuitar (= elevenség, életben maradás), ḫanneššar (=ügy [per, üzlet stb.]), uppeššar (= küldemény), aššawar (= kerítés), partawar (= fogantyú), ḫilammar (= kapu).
| singularis              | singularis | singularis | singularis                      | singularis | singularis             | singularis   | singularis | singularis | singularis         |
| ----------------------- | ---------- | ---------- | ------------------------------- | ---------- | ---------------------- | ------------ | ---------- | ---------- | ------------------ |
| nominativus             | paprātar   | laḫḫiyatar | zankilatar                      | ḫuitar     | ḫanneššar              | uppeššar     | aššawar    | partawar   | ḫilammar           |
| nominativus–accusativus | paprātar   | –          | zankilatar                      | ḫuitar     | ḫanneššar              | uppeššar     | –          | –          | Éḫilammar          |
| genitivus               | paprannaš  | –          | –                               | ḫuitnaš    | ḫannešnaš ḫanniššannaš | –            | –          | partaunaš  | Éḫilamnaš ḫilannaš |
| dativus-locativus       | papranni   | laḫḫiyanni | zankilanni                      | –          | ḫannešni ḫannaššani    | uppešni      | ašauni     | –          | Éḫilamni           |
| allativus               | –          | –          | –                               | –          | –                      | –            | –          | –          | ḫilamna            |
| ablativus               | paprannaza | –          | –                               | –          | ḫannešnaz ḫannišnanza  | –            | ašaunaz    | partaunaz  | Éḫilamnaz          |
| instrumentalis          | –          | –          | –                               | ḫuitnit    | ḫannešnit              | –            | –          | partaunit  | –                  |
| pluralis                |            |            |                                 |            |                        |              |            |            |                    |
| nominativus–accusativus | –          | laḫḫiyatar | zankilatarḪI.A zankilatarriḪI.A | –          | –                      | uppeššarḪI.A | –          | –          | –                  |
| ergativus               | –          | –          | –                               | –          | –                      | uppešnantēš  | –          | –          | –                  |

### Melléknevek
A melléknevek ragozott alakjai pontosan követik a főnevekét. Egyetlen kivétel a nominativus–accusativusban az -a rag -an-ra cserélődése. A melléknevek mind élettelennek minősülnek a ragozás szempontjából.

#### A-tövű melléknevek
Példaszavak a melléknévragozásra (danatta = üres, araḫzenaš = szomszédos, kunnaš (vagy ZAG-na-aš) = jobb (oldal))
|                         | singularis                           | pluralis                 |
| nominativus             | –, araḫzenaš, kunnaš                 | –, anraḫzene/aš, ZAG-niš |
| accusativus             | danattan, araḫzinan, ZAG-an          | –, anraḫzenu/aš, ZAG-nuš |
| nominativus-accusativus | danattan, –, kunnan (ZAG-an/na)      | danatta, araḫzena, kunna |
| genitivus               | –, araḫzenaš, ZAG-naš                | –, araḫzenan, –          |
| dativus-locativus       | dannattí, araḫzení, kunní (ZAG-ní)   | tannattaš, –, –          |
| allativus               | –, araḫzena, –                       | –, –, –                  |
| ablativus               | –, araḫzenaza, kunnaz (ZAG-(n)az(a)) | –, –, –                  |
| instrumentalis          | –, –, ZAG-(n)ít                      | –, –, –                  |

#### I-tövű melléknevek
Az i-tövű melléknévragozás rendszere gyakorlatilag azonos az a-tövűvel. Példaszavai: šalliš = nagy, šuppiš = tiszta, mekkiš = sok, karūiliš = öreg. Némiképp rendhagyó az utne (= föld, ország), amely bár e hangra végződik, i-tövűként viselkedik, van KUR-e és utni előfordulása is, de alanyesetű alapalakja (utneš?) nem ismert. Lehetséges, hogy utne(i)š az szó alanyesete.
|                         | singularis                                                         | pluralis                                                        |
| nominativus             | šalliš, šuppiš, mekkiš, karūiliš, – (utneš?)                       | šallaēš, šuppaēš/iš, meggaēš (mekkēš), karūilēš (karūiliyaš), – |
| accusativus             | šallin, –, –, karūilin, –                                          | šallauš (šalliuš), šuppauš, meggauš (mekkuš), –, –              |
| nominativus-accusativus | šalli, šuppi, mekki, karūili, utne(i) (KUR-e)                      | šalla, šuppa, meggaya, karūila, utne                            |
| vocativus               | GAL-lí, –, –, –, –                                                 | –, –, –, –, –                                                   |
| genitivus               | šallaiyaš (šallaš), šuppayaš, –, karūiliaš, utneyaš/iyaš           | –, –, meqqayaš, –, –                                            |
| dativus-locativus       | šallai, šuppai/aya/í/a, –, –, utnī(iya)                            | šallayaš, šuppayaš/íyaš, –, karūiliyaš, KUR-eaš                 |
| ablativus               | šallayaz, šuppayaz(a)/šuppaz(a), meqqayaz, karūilēš/iliyaš, utneaz | –, šuppayaza, –, –, –                                           |
| instrumentalis          | –, šuppit, –, –, –                                                 | –, –, –, –, –                                                   |

#### U-tövű melléknevek
Példaszavak: aššuš (= jó), parkuš (= magas), idāluš (= csúnya).
|                         | singularis                          | pluralis                            |
| nominativus             | aššuš, parkuš, idāluš               | aššawēš, pargawēš/pargauš, idālawēš |
| accusativus             | aššun, parkun, idālun               | aššamuš, parkamuš/parkauš, idālamuš |
| nominativus-accusativus | aššu, parku, idālu                  | aššawa, parkawa, idālawa            |
| genitivus               | aššawaš, parkawaš, HUL-awaš         | –, –, idālawaš                      |
| dativus-locativus       | aššawí, parkawe, idālawí            | –, parkawaš, idālawaš               |
| ablativus               | aššawaza, parkawaz, idālawaz/idālaz | –, –, idālawaza                     |
| instrumentalis          | aššawet, –, HUL-it                  | aššawet, –, –                       |

#### L-tövű melléknevek
Példaszó: takšul (= szokásos)
|                   | singularis | pluralis |
| nominativus       | takšul     | takšul   |
| accusativus       | takšul     | takšul   |
| genitivus         | takšulaš   | –        |
| dativus-locativus | takšulí    | –        |

#### Az „nt”-ragozás
A főnevekhez hasonlóan az -nz tövű melléknevek a ragozásban tt tövűre módosulnak. Példaszó: ḫumanza (= mind, minden).
|                         | singularis | pluralis          |
| nominativus             | ḫumanza    | ḫumanteš/ḫumanduš |
| accusativus             | ḫumandan   | ḫumanteš/ḫumanduš |
| nominativus–accusativus | ḫuman      | ḫumanda           |
| genitivus               | ḫumandaš   | ḫumandaš          |
| dativus-locativus       | ḫumantí    | ḫumandaš          |
| ablativus               | ḫumandaz   | –                 |

#### R-tövű melléknevek
Példaszavak: šakuwaššaraš (= igaz, teljes), kurur (= ellenséges).
|                         | singularis            | pluralis            |
| nominativus             | šakuwaššaraš, kurur   | šakuwaššaruš, kurur |
| accusativus             | šakuwaššaran, –       | šakuwaššaruš, –     |
| nominativus–accusativus | šakuwaššar, kurur     | –, kurur/kururiḪI.A |
| genitivus               | šakuwaššaraš, kururaš | –, kururaš          |
| dativus-locativus       | šakuwaššarí, kururí   | –, –                |
| ablativus               | šakuwaššaraza, –      | –, –                |
| instrumentalis          | šakuwaššarit, –       | –, –                |

### Névmások, névszók

#### Személyes névmások
A hettita nyelv eredendően nem ismerte a névmások és névszók ragozását. A névmások első és második személyben önálló szavak, a harmadik személyű névmások három esetben ragként illeszkednek a szóhoz, egy esetben minden személyes névmás ragként viselkedik. A névmásokban sincs hím- és nőnemű elkülönülés. A mai indoeurópai nyelvekben is csak az egyes szám harmadik személyben válik el a két nem egymástól. A személyes névmások a következők:
|                         | singularis | singularis | singularis | pluralis  | pluralis           | pluralis                       |
|                         | én         | te         | ő          | mi        | ti                 | ők                             |
| nominativus             | (amm)uk    | zik        | -aš        | wēš/anzāš | šum(m)ēš/šum(m)āš  | -e (óhettita))/-at (újhettita) |
| accusativus             | (amm)uk    | tuk        | -an        | anzāš     | šum(m)ēš/šum(m)āš  | -uš (óhettita)/-aš (újhettita) |
| nominativus–accusativus | –          | –          | -at        | –         | –                  | -e (óhettita)/-at (újhettita)  |
| dativus                 | -mu        | -ta        | -ši        | -naš      | -šmaš              | -šmaš                          |
| genitivus               | ammēl      | tuēl       | šēl        | anzēl     | šumēl/šum(m)menzan | šēl                            |
| dativus-locativus       | ammuk      | tuk        | šētani     | anzāš     | šum(m)āš/šum(m)ēš  | šētani                         |
| ablativus               | ammēdaz(a) | tuēdaz(a)  | šēz        | anzēdaz   | šummēdaz           | šēz                            |

#### Visszaható névmások
A visszaható névmás képzője minden esetben, számban és személyben a -za toldalék (hasonló a latin se, sibi, sui visszaható névmásokhoz, amelyek az s + esetképző alakúak).

#### Birtokos névmások
Az óhettitában a birtokos szerkezetet mindig a személyes névmás birtokos esetével képezték, például ammēl attaš (= az én apám), tuēl anni (= a te anyád).
Az újabb hettita nyelvben ezeket felváltotta egy új rendszer, a birtokos névmás már minden esetben rag. A magyarban az „én apám” a teljes forma – személyes névmás (birtokos) + ragozott főnév –, a hettitában az ammēl attaš („enyém apa”) → attašmiš („apám”) átalakulás zajlott le):

### Névmásragozás
|                         | singularis |           |           |     |          |                       |
|                         | én         | te        | ő         | mi  | ti       | ők                    |
| nominativus             | -miš/-tiš  | -tiš/-teš | -šiš      | ∅   | -šmiš    | -šmeš                 |
| accusativus             | -min/-man  | -tin      | -šin/-šan | ∅   | –        | -šman                 |
| nominativus–accusativus | -mit/-met  | -tit      | -šit/-šet | ∅   | -š(e)met | -š(e/a)met/ši(/u)mmit |
| vocativus               | -mi        | -ti       | -ši       | -aš | -šmi     | -šmi                  |
| genitivus               | -maš       | -taš      | -šaš      | ∅   | –        | –                     |
| dativus-locativus       | -mi        | -ti/-di   | -ši       | ∅   | -šmi     | š(u)mi                |
| allativus               | -ma        | -ta       | -ša       | ∅   | –        | -šma                  |
| instrumentalis          | –          | -tit      | -šet/-šit | ∅   | –        | -šmit                 |
|                         | pluralis   |           |           |     |          |                       |
| nominativus             | -miš       | -tiš/-teš | -šeš/-šiš | ∅   | -šmeš    | –                     |
| accusativus             | -muš/-miš  | -tuš/-duš | -šuš      | ∅   | –        | -šmuš                 |
| nominalis-accusativus   | -mit/-met  | –         | -šet      | ∅   | –        | –                     |
| genitivus               | -man       | –         | –         | ∅   | –        | –                     |
| dativus-locativus       | -          | -taš      | –         | ∅   | –        | -šmaš                 |

### Példa
| óhettita     | magyarul   | későhettita | magyarul |
| ------------ | ---------- | ----------- | -------- |
| ammēl keššar | enyém kéz  | keššarmiš   | kezem    |
| tuēl keššar  | tiéd kéz   | keššarteš   | kezed    |
| šēl keššar   | övé kéz    | keššaršiš   | keze     |
| anzēl keššar | miénk kéz  | keššar      | kezünk   |
| šumēl keššar | tiétek kéz | keššaršmiš  | kezetek  |
| šēl keššar   | övék kéz   | keššaršmeš  | kezük    |

#### Mutató névmások
A mutató névmások ragjai általában a főnévragozás szerint alakulnak:
|                         | singularis    | pluralis     |
| nominativus             | -š            | -ē, -ēš, -uš |
| accusativus             | -n            | -uš          |
| nominativus–accusativus | -t, ∅         | -ē, ∅        |
| genitivus               | -ēl, (-ēdaš)  | -ēnzan (-ēl) |
| dativus-locativus       | -ēdani (-ēdi) | -ēdaš        |
| ablativus               | -ēz (-ēdaz)   | -ēz          |
| instrumentalis          | -(i)t         | -(i)t        |

Példaszavakkal (kāš = ami, amely, apāš = aki, ami):
|                         | singularis                 | pluralis                     |
| nominativus             | kāš, apāš                  | kē(uš)/kūš, apē/apūš         |
| accusativus             | kūn/kān, apūn/apān         | kūš/kē, apūš/apē             |
| nominativus–accusativus | kī/kē, apāt                | kē/kī, apē                   |
| genitivus               | kēl, apēl                  | kēnzan/kēdaš, apēnzan/apēdaš |
| dativus-locativus       | kēdani/kēti, apēdani/apēti | kēdaš, apēdaš                |
| ablativus               | kēz(za), apēz/apizza       | kizza, –                     |
| instrumentalis          | kēt/kēdanda, apit/apēdanda | –, –                         |

#### Kérdő- és vonatkozó névmások
A kérdő- és vonatkozó névmások azonosak, a kérdőjelleget a szövegkörnyezet mutatja:
|                         | singularis | pluralis   |                                                                |
|                         | ki?, aki   | kik?, akik |                                                                |
| nominativus             | kuiš       | kuē(u)š    | ki?, aki, kik?, akik                                           |
| accusativus             | kuin       | kuē(u)š    | kit?, akit, kiket? akiket                                      |
| nominativus–accusativus | kuit       | kuē        |                                                                |
| genitivus               | kuēl       | –          | kié?, akié                                                     |
| dativus-locativus       | kuēdani    | kuēdaš     | kinél?/kiben?, akinél/akiben, kiknél?/kikben?, akiknél/akikben |
| ablativus               | kuēz       | –          | kivel?, akivel                                                 |

#### Határozatlan névmások
A határozatlan névmások a- vagy i-tövűként viselkednek a ragozásban (kuiš(ša)):
|                         | singularis                  | singularis     | singularis     | pluralis           | pluralis    | pluralis |                |
|                         | valaki                      | mindenki       | más            | valakik            | (mindenkik) | mások    |                |
| nominativus             | kuiški, kuišša              | –              | tamaiš/damaiš  | kuēšqa, kueša      | –           | damauš   | valaki stb.    |
| accusativus             | kuinki, kuinna              | –              | damain         | kuiušga, kuiušša   | –           | damauš   | valakit stb.   |
| nominativus–accusativus | kuitki, kuitta              | dapiyan/dapin  | tamai          | kuēq(q)a/kuēkki, – | –           | tamāi    |                |
| genitivus               | kuēlqa/-ga/-ka/-ki, kuēlla  | dapiaš         | dammēl/tamēdaš | –, –               | dapidaš     | –        | valakié stb.   |
| dativus-locativus       | kuēdanikki/-ikka, kuēdaniya | –              | damēdani       | kuedaška, –        | dapiaš      | damēdaš  | valakinél stb. |
| allativus               | –                           | –              | tamatta/tamēda | –                  | –           | –        | máshoz/másba   |
| ablativus               | kuēzqa, kuēzzi(ya)          | dapiza/dapidaz | tamēdaz(a)     | –, –               | –           | –        | valakivel      |

### Igeragozás

#### Igék
Feltűnő, hogy csak két igeidő létezik, a jelen- és múltidő. Ez a magyar nyelvhez hasonlít, ahol a jövőidejűséget is jelen idővel fejezzük ki, vagy – az újabban terjedő módon – segédigével (a „megyek” szó egyszerre jelent jelen- és jövőidejűséget, amelyet esetleg egyértelműsítő időhatározókkal lehet pontosítani: „megyek majd”, „holnap megyek”, terjedő – és a magyar nyelv szempontjából nem szerencsés – segédigés változatban: „menni fogok”).
Az aktív- és passzív szerkezetek is csak részben jelennek meg, nincs határozott passzívum. A két alapvető igeragozási változat a mi-ragozás és ḫḫi-ragozás és mindkettő aktívum. Ezeknek egyfajta keveréke alkot egy harmadik ragozási sort, amely gyenge passzívumként értelmezhető.
|                                       | mi-aktív igerag           | ḫi-aktív igerag           | középpasszív -mi  | középpasszív -ḫi  | magyar rag                                                                |
| ------------------------------------- | ------------------------- | ------------------------- | ----------------- | ----------------- | ------------------------------------------------------------------------- |
| jelen (és jövő-) idejű kijelentő mód  |                           |                           |                   |                   |                                                                           |
| én (sing.1)                           | -mi                       | -(aḫ)ḫi                   | -ḫa/-ḫari/-ḫaḫari | -ḫaḫari/-ḫari     | -k (megyek, jövök)                                                        |
| te (sing.2)                           | -ši/-ti                   | -ti                       | -ta/-tati         | -ta/-tati         | -sz (jössz, mész)                                                         |
| ő (sin.3)                             | -zi                       | -i                        | -ta(ri)           | a(ri)             | - (jön, megy)                                                             |
| mi (pl.1)                             | -wēni/-wāni/-uni          | -wēni/-wāni/-uni          | -wašta(ti)        | -wašta(ti)        | -nk (jövünk, megyünk)                                                     |
| ti (pl.2)                             | -tēni/-tāni (vagy -šteni) | -tēni/-tāni (vagy -šteni) | -duma(ri)         | -duma             | -t*k (jöttök, mentek)                                                     |
| ők (pl.3)                             | -anzi                     | -anzi                     | -anta/-antari     | -anta/-antari     | -n*k (jönnek, mennek)                                                     |
| múlt idejű kijelentő mód              |                           |                           |                   |                   |                                                                           |
| én (sing.1)                           | -un/-nun                  | -ḫun                      | -ḫat(i)/-ḫaḫat(i) | -ḫat(i)/-ḫaḫat(i) | -(t)*m (jöttem, mentem)                                                   |
| te (sing.2)                           | -(š)ta/-š                 | -(š)ta/-š                 | -ta/-tat(i)       | -at(i)            | -(t)*l (jöttél, mentél)                                                   |
| ő (sing.3)                            | -t(a)                     | -š/-iš/-eš/-ta/-šta)      | -ta/tat(i)        | -at(i)            | -(t)∅ (jött, ment)                                                        |
| mi (pl.1)                             | -wen                      | -wen                      | -waštat(i)        | ∅                 | -(t)*nk (jöttünk, mentünk)                                                |
| ti (pl.2)                             | -ten/-tin                 | -ten/-tin                 | -dumat            | -dumat            | -(t)*k (jöttetek, mentetek)                                               |
| ők (pl.3)                             | -er/-ir                   | -er/-ir                   | -antat/-antati    | -antat/-antati    | -(t)*k (jöttek, mentek)                                                   |
| felszólító mód (parancsoló és óhajtó) |                           |                           |                   |                   |                                                                           |
| én (sing.1)                           | -(a)llu                   | -allu/-lu                 | -(ḫa)ḫaru         | -(ḫa)ḫaru         | -j*k (menjek, jöjjek)                                                     |
| te (sing.2)                           | ∅, -t/-i                  | ∅, -i                     | -ḫuti             | -ḫuti             | -j, -zz, -ssz vagy ∅ (menj, jöjj, gyere, jer, távozz, vigyázz, szerkessz) |
| ő (sing.3)                            | -tu/-du                   | -u                        | -(t)aru           | aru               | -j*n (menjen, jöjjön)                                                     |
| mi (pl.1)                             | -wēni/-wāni               | -wēni/-wāni               | ∅                 | ∅                 | -*nk (menjünk, jöjjünk, töltsünk)                                         |
| ti (pl.2)                             | -ten/-tin                 | -ten/-tin                 | -dumat(i)         | -dumat(i)         | -*t*k (menjetek, jöjjetek, intsetek)                                      |
| ők (pl.3)                             | -andu                     | -andu                     | -antaru           | -antaru           | -*n*k (menjenek, jöjjenek, olvassanak)                                    |

#### Főnévi igenevek
A főnévi igenév képzője az -anna utótag: ed (= evés) → adanna (= enni), eku (= ivás) → akuwanna (=inni). A ḫi-ragozásban tőhangváltozással: dāi (= tesz) → tiyanna (= tenni).

### Számnevek
A számokat az asszírhoz hasonlóan írták, nem szótagjelekkel, ezért a számneveik többsége ismeretlen. Az egyes számot a DIŠ 𒁹 függőleges ékjellel írták. Ennek szótagértéke a szövegekben – amennyiben nem determinatívumként vagy számjelként használták – diš, tiš, daš és táš. Számjelkénti ejtése šiyāš.
A kettes szám a 𒋰 tab/tap szótagjel, hangzása talán da/ta, amely az indoeurópai nyelvek felé mutat. Dāyuga = kétéves.
A hármas számot az 𒐁 EŠ6 jellel írták, ami tulajdonképp három darab AŠ egymás után. A feltételezések szerint tri a hangértéke. Egy birtokos esetű előfordulása: te-ri-ya-aš. Az uwaḫnuwar terawartanna (harmadik forduló) kifejezés tera alak feltevését is megengedi.
A négyes számot a 𒐂 LÎMMU jellel írták (amely a sumer „limmu” asszír közvetítésű átvétele), írásjele két TAB egymás mellett. Hangértéke talán me-u̯i, a luviban mauwa.
Az ötös számot az 𒐊 IÁ jellel írták, hangértéke ismeretlen. Egy dokumentumban az uwaḫnuwar panzawartanna kifejezés „ötödik forduló” jelentéssel fordítható, így talán panza vagy panta valószínűsíthető.
A hat írásban (𒐋 ÁŠ), hangértéke ismeretlen.
A hetes számot 5+2-ként írták, és kiejtése šipta. Az ezen felüli számnevek mind ismeretlenek, csak az írásmódjuk fejthető meg, amely tízes egységek rendszere százig. A 90-es szám érdekes módon megelőlegezi a római számok írásának jellegzetességét, amikor az előre írt kisebb egység (tíz) kivonandó az utána írt nagyobból (100), de írhatták a 100-as és a 30-as jelek egymás mellé írásával is: 𒈨𒌍. Ez talán a 60-as számrendszer maradványa, amikor a 100-as jel még 60-at jelentett. A hatvanas számrendszert az asszírok használták és a számolás köréből a nagyon korai időkből, a kültepei ásatásokon kerültek elő olyan táblák, amelyeken asszír törtszámokat is használtak.
A számnevek ragozása élőként történik, félig a fő-, félig a melléknevek ragozását követi az ismert esetekben.
| számok                  | számok           | számok        | számok                | számok                    |
| ----------------------- | ---------------- | ------------- | --------------------- | ------------------------- |
|                         | 1                | 2             | 3                     | 4                         |
| nominativus             | DIŠ-aš/iš        | DIŠ.DIŠ-uš/el | EŠ6-eš                | meyawaš / mēwaš           |
| accusativus             | DIŠ-an           | DIŠ.DIŠ-e(l)  | EŠ6-uš/e              | meuš / LÎMMU-aš           |
| nominativus–accusativus | DIŠ-an           | –             | –                     | –                         |
| genitivus               | DIŠ-ēl           | –             | te-ri-ya-aš (*triyaš) | mi-i-ū-wa[-aš?] (*mīūwāš) |
| dativus-locativus       | DIŠ-ēdani        | DIŠ.DIŠ-etaš  | –                     | LÎMMU-taš                 |
| ablativus               | DIŠ-ēdaz(a)/-ēaz | –             | –                     | –                         |

A sorszámneveket az -anna utótaggal képezték:
DIŠ-anna (*šiyānna = első)
DIŠ.DIŠ-anna (*danna = második)
EŠ6-anna (*tera(y)anna = harmadik)
LÎMMU-anna (*meyanna = negyedik)
IÁ-anna (= ötödik)
ÁŠ-anna (= hatodik)
šiptānna (= hetedik)
A számhatározót az -anki utótag képzi, bár lehetséges az -iš képző is:
DIŠ-anki (*šiyānki = egyszer)
DIŠ.DIŠ-anki (*danki = kétszer), DIŠ.DIŠ-iš (*diš = kétszer?)